# Dimorphella trinitensis
Dimorphella trinitensis là một loài Rêu trong họ Hypnaceae. Loài này được (Müll. Hal.) Herzog mô tả khoa học đầu tiên năm 1924.